# European Journal of Mass Spectrometry
European Journal of Mass Spectrometry (abrégé en Eur. J. Mass Spectrom. ou EJMS) est une revue scientifique à comité de lecture. Ce journal bimestriel publie des articles de recherches originales dans le domaine la spectrométrie de masse. D'après le Journal Citation Reports, le facteur d'impact de ce journal était de 1,0 en 2014.
Le directeur de publication est Peter J. Derrick.